# Carli Lloyd (Volleyballspielerin)
Carli Ellen Lloyd (* 6. August 1989 in Fallbrook, Kalifornien) ist eine US-amerikanische Volleyballspielerin. Sie gewann 2016 die olympische Bronzemedaille.

## Karriere
Lloyd begann ihre Karriere 2007 an der University of California, Berkeley. Von 2011 bis 2018 war die Zuspielerin Teil der US-amerikanischen Nationalmannschaft, mit der sie 2016 bei den Olympischen Spielen in Rio de Janeiro die Bronzemedaille gewann. Außerdem gewann sie 2012 und 2015 den Pan American Cup, 2015 die Panamerikanischen Spiele sowie 2018 die Nations League.
Seit 2014 ist Lloyd auch bei verschiedenen ausländischen Vereinen aktiv. Sie spielte in Italien bei Yamamay Busto Arsizio (2012 italienische Meisterin und Pokalsiegerin sowie Siegerin CEV-Pokal), bei Imoco Volley Conegliano und bei Pomi Casalmaggiore (2016 Siegerin Champions League), in Aserbaidschan bei Lokomotiv Baku, in Brasilien bei Hinode Barueri und bei Praia Clube Uberlândia, sowie seit 2019 in der Türkei bei Eczacıbaşı Istanbul.
Lloyd wurde mehrfach als „Wertvollste Spielerin (MVP)“ bzw. „Beste Zuspielerin“ ausgezeichnet.